# زبابة التيبت
زبابة التيبت (الاسم العلمي: Sorex thibetanus) (بالإنجليزية: Tibetan Shrew)‏ هو نوع من الحيوانات يتبع جنس الزبابة من الفصيلة الزبابات.